# Copa Presidente de la AFC
La Copa Presidente de la AFC fue un torneo internacional asiático de clubes organizado por la Confederación Asiática de Fútbol. Se celebró por primera vez en 2005, y su última edición se disputó en 2014.
En la competición participaron aquellos países de la Confederación Asiática con un índice de desarrollo futbolístico menor, que la AFC califica como emergentes. En importancia, le superan la Liga de Campeones de la AFC y la Copa AFC. El representante de cada país es su campeón de liga. Además, el vencedor de la pasada edición tiene derecho a revalidar su título, desde 2013 el campeón y subcampeón clasificaban a la fase eliminatoria de la Copa AFC.
El último campeón de la Copa Presidente fue el HTTU Aşgabat de Turkmenistán, mientras que el equipo que más veces ganó el torneo fue el Regar-TadAZ de Tayikistán con tres títulos.
En 2014 se disputó la última edición del torneo, para el siguiente año la AFC decidió que los clubes de los considerados países emergentes jugarán en la fase eliminatoria de Copa AFC a partir de la edición de 2015; para ello los cuadros que se clasificaron a la 2ª fase de la Copa Presidente de la AFC 2014 tendrán asegurados los cupos directos, mientras el resto de los otros cupos los tendrán que disputar ganando su respectivas ligas locales.

## Formato
En la Copa Presidente de la AFC participaban doce equipos, pertenecientes a países de la Confederación Asiática con un índice de desarrollo futbolístico menor. El torneo constaba de dos fases, y la última vez que se cambió el formato fue en 2011.
En la fase preliminar, que se celebraba en el mes de mayo, se organizaban por sorteo tres grupos con cuatro equipos. Cada grupo tenía una sede fija, también elegida por sorteo, y sus cuatro equipos juegan entre sí a ronda única. Los dos primeros clasificados de cada grupo pasaban a la fase final.
En la ronda final, que se celebraba en septiembre, los seis clasificados se distribuían en dos grupos con tres equipos cada uno. Los equipos de cada grupo jugaban entre sí a una única ronda, y el líder de cada grupo se clasificaba para una final a partido único. El vencedor de esa final era el campeón de la Copa Presidente de la AFC.

## Historia
En 2005, la Confederación Asiática de Fútbol celebró la primera edición de un nuevo torneo internacional de clubes donde podrían participar los países asiáticos con peor coeficiente FIFA, considerados por el organismo como países emergentes. En la primera edición, participaron los campeones nacionales de Bután, Camboya, Kirguistán, Nepal, Pakistán, Sri Lanka, Taiwán y Tayikistán. El primer campeón fue el Regar-TadAZ de Tayikistán.
Posteriormente, al torneo se sumaron otras naciones. En 2008 tomaron parte Bangladés, Birmania y Turkmenistán. En 2011, la Autoridad Nacional Palestina fue invitada a participar, lo que aumentó el número a doce clubes. En la edición de 2014 participa por primera y única vez un representante de Corea del Norte y uno de Filipinas. Desde su creación, el formato cambió en numerosas ocasiones, aunque siempre mantuvo la final en sede neutral, a semejanza de la Liga de Campeones de la AFC.
La Confederación Asiática tenía abierta la participación a países que son miembros, pero rechazan tomar parte de competiciones internacionales. Estos estados son Afganistán, Brunéi, Guam, Laos, Macao, Islas Marianas del Norte y Timor Oriental.

## Campeones
| Edición            | Campeón                                 | Resultado        | Subcampeón                        | Semifinalistas                   | Semifinalistas                   | Semifinalistas                   | Semifinalistas                   | Semifinalistas                   | Semifinalistas                   | Semifinalistas                   | Semifinalistas                   | Semifinalistas                   | Semifinalistas                   | Semifinalistas                          | Semifinalistas                          | Semifinalistas                          | Semifinalistas                          | Semifinalistas                          | Semifinalistas                          | Semifinalistas                          | Semifinalistas                          | Semifinalistas                          | Semifinalistas                          | Estadio                                  |
| ------------------ | --------------------------------------- | ---------------- | --------------------------------- | -------------------------------- | -------------------------------- | -------------------------------- | -------------------------------- | -------------------------------- | -------------------------------- | -------------------------------- | -------------------------------- | -------------------------------- | -------------------------------- | --------------------------------------- | --------------------------------------- | --------------------------------------- | --------------------------------------- | --------------------------------------- | --------------------------------------- | --------------------------------------- | --------------------------------------- | --------------------------------------- | --------------------------------------- | ---------------------------------------- |
| 2005 Nepal         | Regar Tursunzoda Tayikistán             | 3 - 0            | Dordoi-Dynamo · Kirguistán        | Blue Star Sri Lanka              | Blue Star Sri Lanka              | Blue Star Sri Lanka              | Blue Star Sri Lanka              | Blue Star Sri Lanka              | Blue Star Sri Lanka              | Blue Star Sri Lanka              | Blue Star Sri Lanka              | Blue Star Sri Lanka              | Blue Star Sri Lanka              | Three Star Nepal                        | Three Star Nepal                        | Three Star Nepal                        | Three Star Nepal                        | Three Star Nepal                        | Three Star Nepal                        | Three Star Nepal                        | Three Star Nepal                        | Three Star Nepal                        | Three Star Nepal                        | Estadio Dasarath Rangasala, Katmandú     |
| 2006 Malasia       | Dordoi-Dynamo · Kirguistán              | 2 - 1 (pró.)     | Vakhsh Qurghonteppa Tayikistán    | Khemara Keila Camboya            | Khemara Keila Camboya            | Khemara Keila Camboya            | Khemara Keila Camboya            | Khemara Keila Camboya            | Khemara Keila Camboya            | Khemara Keila Camboya            | Khemara Keila Camboya            | Khemara Keila Camboya            | Khemara Keila Camboya            | Tatung República de China               | Tatung República de China               | Tatung República de China               | Tatung República de China               | Tatung República de China               | Tatung República de China               | Tatung República de China               | Tatung República de China               | Tatung República de China               | Tatung República de China               | Estadio Sarawak, Kuching                 |
| 2007 Pakistán      | Dordoi-Dynamo · Kirguistán              | 2 - 2 1 - 0      | Nepal Police Club Nepal           | Ratnam Sri Lanka                 | Ratnam Sri Lanka                 | Ratnam Sri Lanka                 | Ratnam Sri Lanka                 | Ratnam Sri Lanka                 | Ratnam Sri Lanka                 | Ratnam Sri Lanka                 | Ratnam Sri Lanka                 | Ratnam Sri Lanka                 | Ratnam Sri Lanka                 | Regar Tursunzoda Tayikistán             | Regar Tursunzoda Tayikistán             | Regar Tursunzoda Tayikistán             | Regar Tursunzoda Tayikistán             | Regar Tursunzoda Tayikistán             | Regar Tursunzoda Tayikistán             | Regar Tursunzoda Tayikistán             | Regar Tursunzoda Tayikistán             | Regar Tursunzoda Tayikistán             | Regar Tursunzoda Tayikistán             | Estadio Punjab, Lahore                   |
| 2008 · Kirguistán  | Regar Tursunzoda Tayikistán             | 1 - 1 (4-3 pen.) | Dordoi-Dynamo · Kirguistán        | Nepal Police Club Nepal          | Nepal Police Club Nepal          | Nepal Police Club Nepal          | Nepal Police Club Nepal          | Nepal Police Club Nepal          | Nepal Police Club Nepal          | Nepal Police Club Nepal          | Nepal Police Club Nepal          | Nepal Police Club Nepal          | Nepal Police Club Nepal          | FC Aşgabat Turkmenistán                 | FC Aşgabat Turkmenistán                 | FC Aşgabat Turkmenistán                 | FC Aşgabat Turkmenistán                 | FC Aşgabat Turkmenistán                 | FC Aşgabat Turkmenistán                 | FC Aşgabat Turkmenistán                 | FC Aşgabat Turkmenistán                 | FC Aşgabat Turkmenistán                 | FC Aşgabat Turkmenistán                 | Estadio Spartak, Bishkek                 |
| 2009 Tayikistán    | Regar Tursunzoda Tayikistán             | 3 - 0            | Dordoi-Dynamo · Kirguistán        | WAPDA Pakistán                   | WAPDA Pakistán                   | WAPDA Pakistán                   | WAPDA Pakistán                   | WAPDA Pakistán                   | WAPDA Pakistán                   | WAPDA Pakistán                   | WAPDA Pakistán                   | WAPDA Pakistán                   | WAPDA Pakistán                   | FC Aşgabat Turkmenistán                 | FC Aşgabat Turkmenistán                 | FC Aşgabat Turkmenistán                 | FC Aşgabat Turkmenistán                 | FC Aşgabat Turkmenistán                 | FC Aşgabat Turkmenistán                 | FC Aşgabat Turkmenistán                 | FC Aşgabat Turkmenistán                 | FC Aşgabat Turkmenistán                 | FC Aşgabat Turkmenistán                 | Estadio Metallurg, Tursunzoda            |
| 2010 Birmania      | Yadanabon Birmania                      | 1 - 0 (pró.)     | Dordoi-Dynamo · Kirguistán        | Vakhsh Qurghonteppa Tayikistán   | Vakhsh Qurghonteppa Tayikistán   | Vakhsh Qurghonteppa Tayikistán   | Vakhsh Qurghonteppa Tayikistán   | Vakhsh Qurghonteppa Tayikistán   | Vakhsh Qurghonteppa Tayikistán   | Vakhsh Qurghonteppa Tayikistán   | Vakhsh Qurghonteppa Tayikistán   | Vakhsh Qurghonteppa Tayikistán   | Vakhsh Qurghonteppa Tayikistán   | HTTU Aşgabat Turkmenistán               | HTTU Aşgabat Turkmenistán               | HTTU Aşgabat Turkmenistán               | HTTU Aşgabat Turkmenistán               | HTTU Aşgabat Turkmenistán               | HTTU Aşgabat Turkmenistán               | HTTU Aşgabat Turkmenistán               | HTTU Aşgabat Turkmenistán               | HTTU Aşgabat Turkmenistán               | HTTU Aşgabat Turkmenistán               | Estadio Thuwunna, Rangún                 |
| 2011 Rep. de China | Taiwan Power Company República de China | 3 - 2            | Phnom Penh Crown Camboya          | Neftchi Kochkor-Ata · Kirguistán | Neftchi Kochkor-Ata · Kirguistán | Neftchi Kochkor-Ata · Kirguistán | Neftchi Kochkor-Ata · Kirguistán | Neftchi Kochkor-Ata · Kirguistán | Neftchi Kochkor-Ata · Kirguistán | Neftchi Kochkor-Ata · Kirguistán | Neftchi Kochkor-Ata · Kirguistán | Neftchi Kochkor-Ata · Kirguistán | Neftchi Kochkor-Ata · Kirguistán | Balkan Balkanabat Turkmenistán          | Balkan Balkanabat Turkmenistán          | Balkan Balkanabat Turkmenistán          | Balkan Balkanabat Turkmenistán          | Balkan Balkanabat Turkmenistán          | Balkan Balkanabat Turkmenistán          | Balkan Balkanabat Turkmenistán          | Balkan Balkanabat Turkmenistán          | Balkan Balkanabat Turkmenistán          | Balkan Balkanabat Turkmenistán          | Estadio Nacional de Kaohsiung, Kaohsiung |
| 2012 Tayikistán    | Istiklol Dushanbe Tayikistán            | 2 - 1            | Markaz Shabab Al-Am'ari Palestina | Dordoi-Dynamo · Kirguistán       | Dordoi-Dynamo · Kirguistán       | Dordoi-Dynamo · Kirguistán       | Dordoi-Dynamo · Kirguistán       | Dordoi-Dynamo · Kirguistán       | Dordoi-Dynamo · Kirguistán       | Dordoi-Dynamo · Kirguistán       | Dordoi-Dynamo · Kirguistán       | Dordoi-Dynamo · Kirguistán       | Dordoi-Dynamo · Kirguistán       | Taiwan Power Company República de China | Taiwan Power Company República de China | Taiwan Power Company República de China | Taiwan Power Company República de China | Taiwan Power Company República de China | Taiwan Power Company República de China | Taiwan Power Company República de China | Taiwan Power Company República de China | Taiwan Power Company República de China | Taiwan Power Company República de China | Estadio Republicano Central, Dusambé     |
| 2013 Malasia       | Balkan Balkanabat Turkmenistán          | 1 - 0            | KRL Pakistán                      | Erchim Mongolia                  | Erchim Mongolia                  | Erchim Mongolia                  | Erchim Mongolia                  | Erchim Mongolia                  | Erchim Mongolia                  | Erchim Mongolia                  | Erchim Mongolia                  | Erchim Mongolia                  | Erchim Mongolia                  | Hilal Al-Quds Palestina                 | Hilal Al-Quds Palestina                 | Hilal Al-Quds Palestina                 | Hilal Al-Quds Palestina                 | Hilal Al-Quds Palestina                 | Hilal Al-Quds Palestina                 | Hilal Al-Quds Palestina                 | Hilal Al-Quds Palestina                 | Hilal Al-Quds Palestina                 | Hilal Al-Quds Palestina                 | Estadio Hang Jebat, Melaka               |
| 2014 Sri Lanka     | HTTU Aşgabat Turkmenistán               | 2 - 1            | Rimyongsu Corea del Norte         | Manang Marshyangdi Nepal         | Manang Marshyangdi Nepal         | Manang Marshyangdi Nepal         | Manang Marshyangdi Nepal         | Manang Marshyangdi Nepal         | Manang Marshyangdi Nepal         | Manang Marshyangdi Nepal         | Manang Marshyangdi Nepal         | Manang Marshyangdi Nepal         | Manang Marshyangdi Nepal         | Sheikh Russel Bangladés                 | Sheikh Russel Bangladés                 | Sheikh Russel Bangladés                 | Sheikh Russel Bangladés                 | Sheikh Russel Bangladés                 | Sheikh Russel Bangladés                 | Sheikh Russel Bangladés                 | Sheikh Russel Bangladés                 | Sheikh Russel Bangladés                 | Sheikh Russel Bangladés                 | Estadio Sugathadasa, Colombo             |

## Estadísticas

### Títulos por club
| Equipo                  | País            | Títulos | Años campeón     | Subcampeón | Años subcampeón        |
| ----------------------- | --------------- | ------- | ---------------- | ---------- | ---------------------- |
| Regar-TadAZ Tursunzoda  | Tayikistán      | 3       | 2005, 2008, 2009 | -          | ---                    |
| Dordoi Bishkek          | Kirguistán      | 2       | 2006, 2007       | 4          | 2005, 2008, 2009, 2010 |
| Yadanabon               | Birmania        | 1       | 2010             | -          | ---                    |
| Taiwan Power Company    | Rep. de China   | 1       | 2011             | -          | ---                    |
| Istiklol Dushanbe       | Tayikistán      | 1       | 2012             | -          | ---                    |
| Balkan Balkanabat       | Turkmenistán    | 1       | 2013             | -          | ---                    |
| HTTU Aşgabat            | Turkmenistán    | 1       | 2014             | -          | ---                    |
| Vakhsh Qurghonteppa     | Tayikistán      | -       | ---              | 1          | 2006                   |
| Nepal Police Club       | Nepal           | -       | ---              | 1          | 2007                   |
| Phnom Penh Crown        | Camboya         | -       | ---              | 1          | 2011                   |
| Markaz Shabab Al-Am'ari | Palestina       | -       | ---              | 1          | 2012                   |
| KRL                     | Pakistán        | -       | ---              | 1          | 2013                   |
| Rimyongsu               | Corea del Norte | -       | ---              | 1          | 2014                   |

### Títulos por país
| País               | Títulos | Subcampeonatos |
| ------------------ | ------- | -------------- |
| Tayikistán         | 4       | 1              |
| Kirguistán         | 2       | 4              |
| Turkmenistán       | 2       | -              |
| Birmania           | 1       | -              |
| República de China | 1       | -              |
| Camboya            | -       | 1              |
| Nepal              | -       | 1              |
| Palestina          | -       | 1              |
| Pakistán           | -       | 1              |
| Corea del Norte    | -       | 1              |